# برنارد بيرغ
برنارد بيرغ (بالفرنسية: Bernard Berg)‏ هو نقابي وسياسي لوكسمبورغي، ولد في 14 سبتمبر 1931 في لوكسمبورغ، وتوفي في 21 فبراير 2019. حزبياً، نشط في حزب العمال الاشتراكي في لوكسمبورغ.

## مناصب
- انتخب وزير الضمان الاجتماعي (20 يوليو 1984 – 14 يوليو 1989).
- انتخب نائب رئيس وزراء لوكسمبورغ  [لغات أخرى]‏ (21 يوليو 1976 – 16 يوليو 1979).
- انتخب وزير الصحة (20 يوليو 1984 – 15 يوليو 1988).
- انتخب نائب عن دائرة الجنوب [الإنجليزية]‏.